# Małgorzata Zielińska
Małgorzata Zielińska (ur. 4 sierpnia 1959) – polska urzędniczka, menedżer i inżynier, w latach 2018–2019 podsekretarz stanu w Ministerstwie Inwestycji i Rozwoju, w latach 2019–2020 członek zarządu PKP SA.

## Życiorys
Pochodzi z Sandomierza. Ukończyła studia z inżynierii mechanicznej na Wydziale Mechanicznym Energetyki i Lotnictwa Politechniki Warszawskiej, a także kształciła się podyplomowo w zakresie zarządzania na Uniwersytecie Warszawskim. Pracowała następnie na stanowiskach menedżerskich w przedsiębiorstwach prywatnych i państwowych, pełniąc funkcję dyrektora w Centrum Unijnych Projektów Transportowych oraz w PKP S.A. (gdzie odpowiadała za dworce). Od kwietnia 2016 pełniła stanowisko wicedyrektor Departamentu Programów Infrastrukturalnych w Ministerstwie Rozwoju i po przekształceniu od 2018 w Ministerstwie Inwestycji i Rozwoju. Odpowiadała wówczas za wdrażanie funduszy unijnych na inwestycje w branży drogowej i kolejowej.
29 listopada 2018 powołana przez premiera Mateusza Morawieckiego na stanowisko podsekretarza stanu w Ministerstwie Inwestycji i Rozwoju, odpowiedzialnego za wdrażanie funduszy unijnych na inwestycje infrastrukturalne, koordynację Planu Junckera w Polsce oraz partnerstwo publiczno-prywatne. W lipcu 2019 odwołana ze stanowiska w związku z powołaniem w skład zarządu PKP S.A.. W sierpniu 2020 została odwołana z zarządu PKP S.A..